# Leptogenys ritae
Leptogenys ritae é uma espécie de formiga do gênero Leptogenys, pertencente à subfamília Ponerinae.